# Two Seconds
Two Seconds è un film statunitense del 1932 diretto da Mervyn LeRoy.